# Nilwaran
Der Nilwaran (Varanus niloticus) ist eine Art der Schuppenkriechtiere (Squamata). Mit Längen von über 2 m gehört er zu den großen Arten der Warane (Varanus). Früher galt der Regenwald-Nilwaran (Varanus ornatus) als Unterart des Nilwarans, heute werden beide Formen jedoch als getrennte Arten betrachtet.
Nilwarane bewohnen große Teile Afrikas. Sie leben bevorzugt in der Nähe von Gewässern und sind gute Schwimmer. Die Nahrung besteht hauptsächlich aus Gliederfüßern, kleinen Wirbeltieren, Krebstieren, Weichtieren, Eiern und Aas. Die Art ist für den Leder- und Heimtierhandel sowie als Nahrungsmittel von großer Bedeutung.

## Merkmale
Nilwarane im Westen Afrikas erreichen im Normalfall eine Gesamtlänge von etwa 1,7 m, im Rest des Verbreitungsgebietes werden sie größer: Im Tschad wurde ein Tier von 2,14 m Gesamtlänge vermessen; den Längenrekord hält ein 2,4 m langes Exemplar aus Südafrika. Männchen werden etwas größer als Weibchen (Geschlechtsdimorphismus); in Gambia wurde eine durchschnittliche Kopf-Rumpf-Länge von 64,4 cm für Männchen und 52,3 cm für Weibchen ermittelt. Der Schwanz ist etwa 1,5 mal so lang wie Kopf und Rumpf, als Ruderschwanz seitlich abgeflacht mit einem niedrigen dorsalen Kamm.
Adulte Tiere sind graubraun bis olivbraun mit gelben Augenflecken und Bändern an Kopf, Rücken, Beinen und Schwanz. Rücken und Kehle sind hell mit schwarzen Querstrichen. Der Nilwaran hat sechs bis neun Querreihen von Augenflecken auf dem Rücken zwischen Vorder- und Hinterbeinen. Dieses Charakteristikum ermöglicht eine recht zuverlässige Unterscheidung zum optisch sehr ähnlichen Regenwald-Nilwaran, der nur fünf, selten weniger dieser Bänder besitzt.

## Verbreitung und Lebensraum

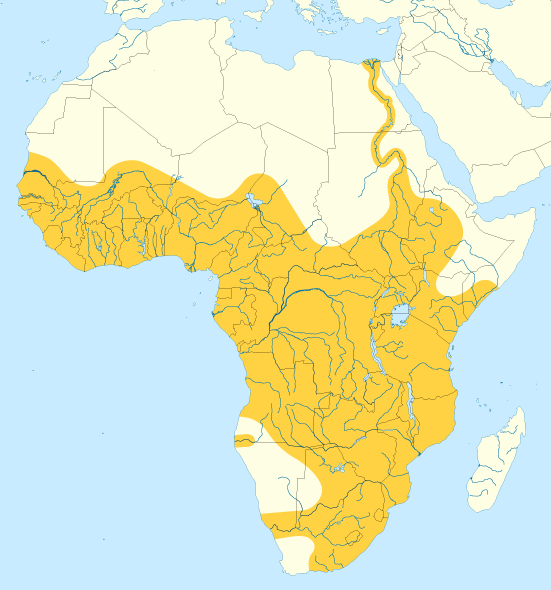
Verbreitung des Nilwarans

### Natürliche Vorkommen
Der Nilwaran bewohnt praktisch ganz Afrika südlich der Sahara, fehlt jedoch in den Wüsten von Somalia, Namibia, Botswana und Südafrika. In den Regenwäldern von West- und Zentralafrika (Kongobecken, Gabun, Kamerun, Guinea, Äquatorialguinea, Togo, Zaire) kommt er zusammen mit dem Regenwald-Nilwaran vor. Nach Norden erstreckt sich sein Verbreitungsgebiet den Nil-Oberlauf entlang bis nach Ägypten. Die sehr anpassungsfähige Art bewohnt vielfältige Lebensräume, unter anderem Savannen, Buschland, Unterwuchs, Wälder, Sümpfe, Mangroven und die Ufer von Seen und Flüssen, teils auch urbane Gebiete, wo sie Müllhalden nach Nahrung durchsuchen. Einzige offenbar unverzichtbare Anforderungen an sein Habitat sind freie Flächen zum Sonnen und die zumindest zeitweilige Verfügbarkeit von Wasser.

### Nilwarane als Neozoen
Seit 1990 hat sich in Florida eine stabile, sich fortpflanzende Population von Nilwaranen gebildet. Die Feuchtgebiete stellen ein geeignetes Habitat dar, und offenbar kommen die Warane auch mit den klimatischen Bedingungen zurecht. Diese Bestände gehen auf illegal ausgewilderte Heimtiere zurück. Junge Nilwarane sind in Florida schon ab 10 $ erhältlich, werden aber sehr schnell zu groß für eine private Haltung. Sollte die Art in Schutzgebiete vordringen, könnte sie seltene heimische Tierarten wie etwa den Kaninchenkauz (Athene cunicularia) gefährden oder Eier von Meeresschildkröten fressen. Es wird an Möglichkeiten geforscht, die Art zusammen mit dem ebenfalls eingebürgerten Dunklen Tigerpython (Python bivittatus) durch mit hohen Dosen von Paracetamol versehenen Ködern zu bekämpfen. Der Tod ist offenbar schmerzlos, es ist im Moment jedoch noch nicht geklärt, wie Vergiftungen heimischer Arten verhindert werden können.

## Lebensweise

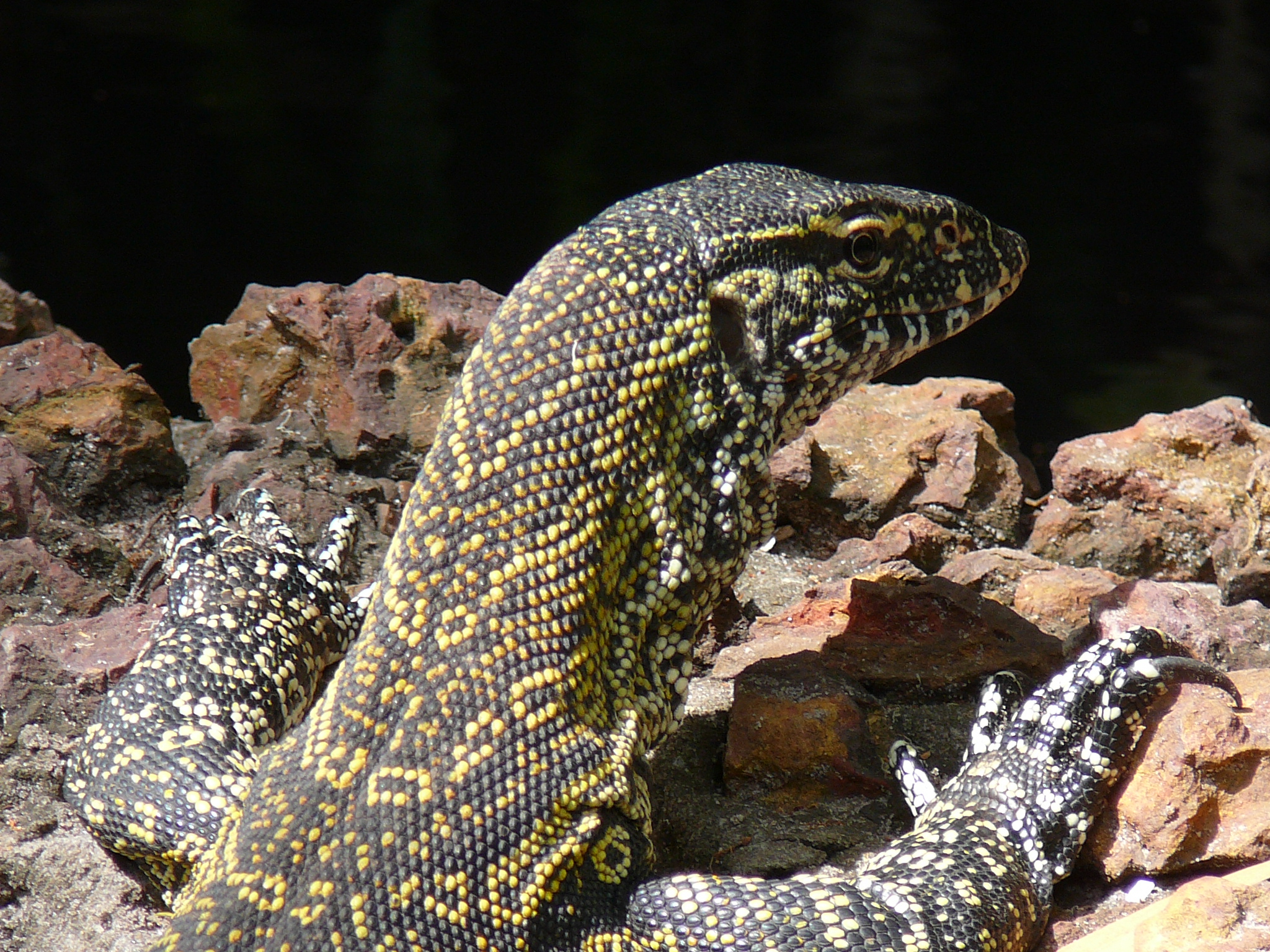
Nilwaran in Gambia

### Verhalten
Nilwarane sind tagaktiv, die Aktivitätsspitze liegt am frühen Nachmittag. Sie sonnen sich auf Böschungen, Termitenhügeln, offenen Flächen und auf Bäumen, in urbaneren Lebensräumen auch auf Straßen, Dächern und Steinmauern. Als Unterschlupf für die Nacht oder zum Schutz vor Hitze nutzen Nilwarane entweder selbst gegrabene Baue in sandigen Böden oder erweitern Baue anderer Tiere; gelegentlich werden auch Bäume als Schlafplatz genutzt. Die Eingänge befinden sich meist in ansteigendem Gelände (z. B. Böschungen), und ein ovaler Eingang führt in einen bis zu 6 m langem Tunnel, der in einer vergrößerten Kammer endet. Bereits erbaute oder anthropogene Unterschlupfe werden gegenüber selbst gebauten Tunneln bevorzugt.
Nilwarane sind wie alle Warane primär Einzelgänger. Bei einer Untersuchung im Abuko Nature Reserve (Gambia) nutzten männliche Nilwarane bis zu 50.000 m² große Streifgebiete, während die Weibchen sich auf Areale von maximal 15,000 m² beschränkten. Schlüpflinge bewegten sich in Gebieten von etwa 30 m² Fläche. Die Streifgebiete überlappten sich stark, territoriales Verhalten konnte nur selten beobachtet werden. Alle Streifgebiete enthielten mindestens eine größere Wasserstelle.
Der Nilwaran ist ein guter Kletterer und ein sehr guter Schwimmer, sie bleiben teils bis zu einer Stunde unter Wasser. Während des Tauchens kann die Herzschlagfrequenz um bis zu 85 % reduziert werden. Bäume werden entweder bei der Nahrungssuche oder zum Sonnen erklettert.

### Ernährung
Nilwarane sind carnivor und fressen nahezu alle Tiere, die sie überwältigen können. Das Nahrungsspektrum ist vom Habitat, der Jahreszeit und dem Alter des Tieres abhängig. Während der Trockenzeit wird etwa 50 % des Nahrungsbedarfs durch Aas gedeckt, da wirbellose Tiere zu dieser Zeit nur schwer zu finden sind. Während der Regenzeit spielt Aas eine wesentlich geringere Rolle, und es werden vor allem Arthropoden, Amphibien, Reptilien, Vögel, Mollusken, Krebstiere und kleine Säugetiere erjagt. Kannibalismus an jüngeren Exemplaren kommt vor. Auch Giftschlangen zählen zum Nahrungsspektrum, da der Nilwaran offenbar weitgehend unempfindlich gegenüber Giften ist. Im Verlauf der Ontogenese verändert sich beim Nilwaran der Bau der Zähne, dies spiegelt sich auch im Nahrungsspektrum wider. Die Jungtiere mit scharfen und spitzen, warantypischen Zähnen ernähren sich zu 80 % von Arthropoden, bei subadulten Exemplaren machen Arthropoden noch 75 % der Nahrung aus. Alttiere haben stumpfere, dickere Zähne, ernähren sich mehr generalistisch und Krebstiere und Mollusken ergänzen das Nahrungsspektrum.
Während der Regenzeit stellen Nilwarane züngelnd ihrer Beute am Boden, auf Bäumen und im Wasser aktiv nach. Während der Trockenzeit lauern Nilwarane ihrer Beute öfter auf, zum Beispiel in der Nähe von Wasserlöchern. Ebenfalls berichtet wurde von einer Zusammenarbeit zweier Warane beim Beutefang: Einer der Warane lenkte ein sein Nest bewachendes Krokodilweibchen ab, während der andere Waran den Nisthügel aufriss und Eier und Jungtiere verspeiste. Ein ähnliches Verhalten wurde auch an Vogelnestern beobachtet.

### Fortpflanzung und Entwicklung
Die Fortpflanzungszeit beginnt meist am Ende der Regenzeit, sie reicht im westlichen Afrika zum Beispiel von September bis November, oder von März bis Mai im südlichen Afrika. Männchen kämpfen in einem verkürzten Kommentkampf um das Recht zur Paarung; es unterbleibt die für Warane typische clinch phase, bei der sich beide Kontrahenten aufrichten und versuchen, sich niederzuringen. Stattdessen zeigen Nilwarane nur das der clinch phase vorausgehende Verhalten, welches Kopfnicken als Drohgebärde und seitliche Drucksausübung umfasst, wenn sich die Tiere in Vorbereitung auf die clinch phase nebeneinander platzieren. Der Rest des Verhaltens ging offenbar sekundär verloren. Die Weibchen legen je nach Körpergröße 5–60 Eier in Termitenhügel oder selbst gegrabene Höhlen. Die Jungtiere schlüpfen nach sechs bis neun Monaten zu Beginn der nächsten Regenzeit, wenn das reichhaltigste Nahrungsangebot vorhanden ist. Sie sind beim Schlupf 16,5–30 cm lang.

## Systematik
Der Nilwaran war der erste wissenschaftlich beschriebene Waran, er wurde von Carl von Linné 1766 als Lacerta monitor beschrieben. Er wird heute anhand seiner Hemipenismorphologie zusammen mit einigen anderen afrikanischen Waranen in die Untergattung Polydaedalus gestellt. Ehemals galt der Regenwald-Nilwaran (Varanus ornatus) als Unterart des Nilwarans, wurde jedoch in den Artstatus erhoben, da die beiden Arten sympatrisch vorkommen, ohne dass ein allmählicher Übergang erkennbar wäre. Diese Art ist somit das Schwestertaxon des Nilwarans, nach DNA-Analysen ist der Steppenwaran (Varanus exanthematicus) wiederum das Schwestertaxon dieser beiden Arten.

## Nilwarane und Menschen

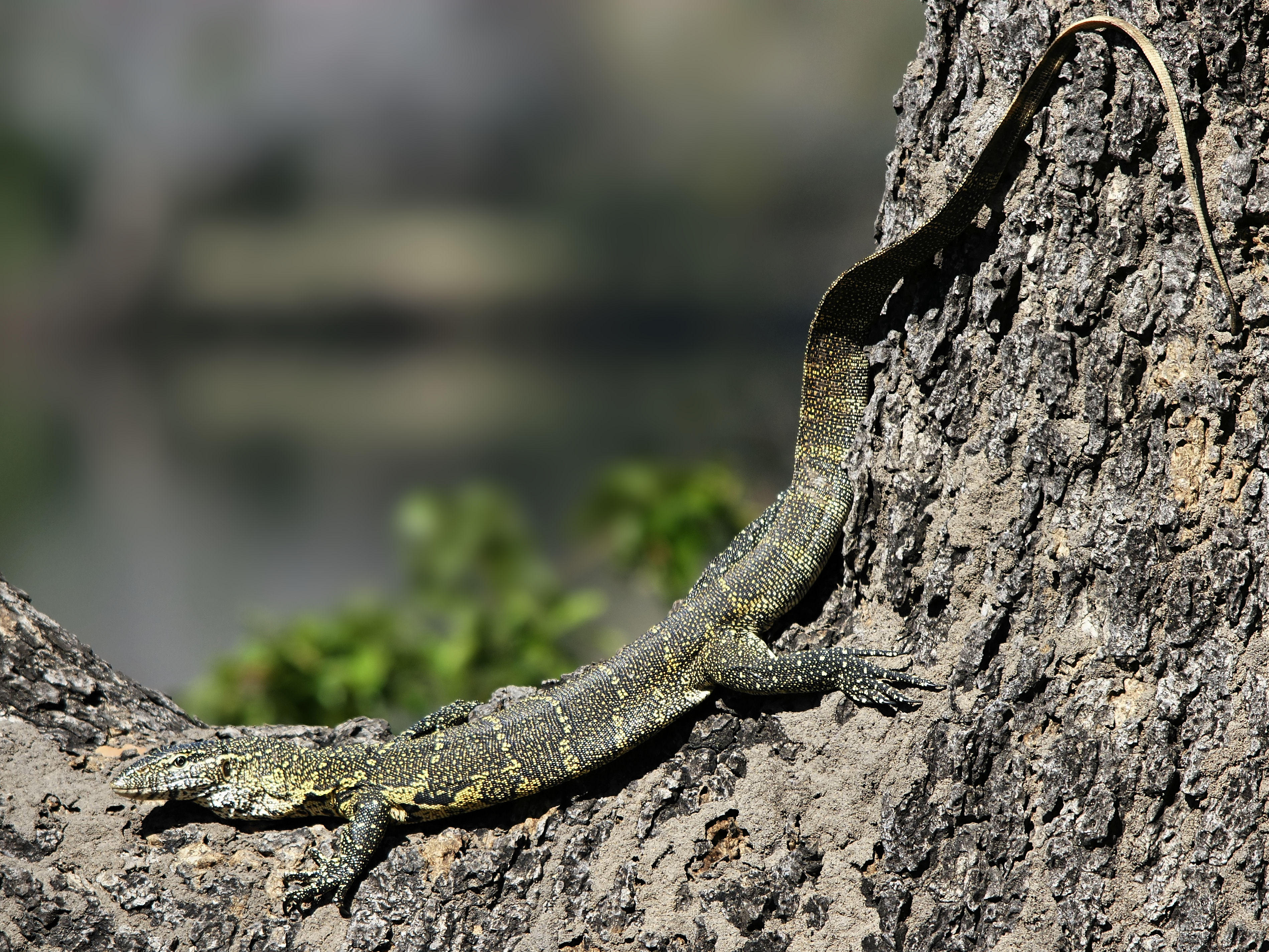
Nilwaran im Mosi-oa-Tunya-Nationalpark, Sambia

Der Nilwaran erreichte zu früheren Zeiten die Mündung des Nils, und die alten Ägypter stellten den Nilwaran auf Denkmälern dar. Heute gehört der Nilwaran zu den am häufigsten im Zoohandel angebotenen Waranen, zwischen 1970 und 2005 wurden laut Aufzeichnungen der CITES-Behörden 309.759 lebende Nilwarane exportiert. Diese Zahl übertrifft nur der Steppenwaran mit rund doppelt so vielen Importen. Problematisch ist, dass diese Warane oft als kleine Jungtiere für niedrige Preise verkauft werden, und die oft unzureichend informierten Käufer sich nach einiger Zeit mit sehr großen und kräftigen Echsen konfrontiert sehen.
Auch ist der Nilwaran von großer wirtschaftlicher Bedeutung als Nahrungsmittel und für den Lederhandel. Ansässige Jäger stellen den Nilwaranen meist mit 60–100 cm langen Angelleinen nach, deren Haken sie mit Fischen, Fröschen oder Fleischstücken beködern. Diese Leinen werden morgens an Vegetation festgebunden, und die Warane am Nachmittag eingesammelt. Da bereits nach 7–9 Tagen Fang etwa 50–80 % aller subadulten bis adulten Exemplare eines Gebiets eingefangen sind, können derartige Aktionen nur alle 3–4 Jahre durchgeführt werden; die Jungtiere können an die zu großen Haken nicht anbeißen und sind bis zur nächsten Fangaktion ausgewachsen. Die CITES-Behörden ermittelten zwischen 1990 und 1993 einen jährlichen Export von 70.000 Häuten aus Kamerun, 80.000 aus dem Tschad, 180.000 aus Mali und 100.000 aus dem Sudan. Insgesamt dürfte die Zahl der getöteten Warane pro Jahr mehrere Millionen betragen.
Die Waranpopulationen scheinen jedoch dem Druck durch die Jagd weitgehend standzuhalten; wegen der stabilen Populationen und der weiten Verbreitung gilt der Nilwaran als nicht gefährdet.